# John Weakland
Pour les articles homonymes, voir Weakland.
John H. Weakland (8 janvier 1919 - 18 juillet 1995) est un anthropologue et thérapeute américain, membre fondateur de l'École de Palo Alto.

## Biographie
John Weakland est né à Charleston, en Virginie-Occidentale. Il fait des études de chimie et obtient son diplôme d'ingénieur de l'université Cornell. Il travaille successivement dans l'entreprise de son père, puis dans une entreprise dans le New Jersey qui travaille pour l'effort de guerre. Il passe ensuite deux ans à Manhattan au sein d'une compagnie pétrolière.
En 1947, il suit les cours d'anthropologie de Gregory Bateson à la New School for Social Research de New York. Il poursuit ensuite sa formation à l'université Columbia où il est l'élève de Margaret Mead et Ruth Benedict. C'est avec cette dernière qu'il effectue un travail sur la culture chinoise. C'est à cette même époque qu'il rencontre et épouse Anna Wu.
En 1952, il rejoint le projet Bateson sur l'étude du paradoxe de l'abstraction dans la communication au Veterans Administration Hospital de Palo Alto. Au sein de ce groupe, il travaillera avec Gregory Bateson, Jay Haley, William Fry et Donald deAvila Jackson. Au cours de cette période, Weakland aura l'occasion de rencontrer des thérapeutes tels John Rosen et Milton Erickson ainsi que des représentants du Zen tels Alan Watts et Daisetz Teitaro Suzuki.
En 1956, les membres du projet Batesonp publient leur article fondateur, Vers une théorie de la schizophrénie, dans lequel ils introduisent le concept de double contrainte. En 1962, Weakland rejoint le Mental Research Institute (MRI), créé par Donald deAvila Jackson en 1959, au sein duquel il travaille avec Richard Fisch, Virginia Satir, Janet Helmick Beavin, Paul Watzlawick, Jules Riskin et Jay Haley. Au cours des années, au sein du Centre de Thérapie Brève (créé par Richard Fisch en 1965 au sein du MRI), John Weakland exerce une activité de thérapeute et de formateur.
Il devient l'ami de Steve de Shazer, qui vient pour la première fois au MRI en 1976 à l'occasion de la seconde conférence en mémoire de Donald deAvila Jackson.

## Publications
- avec Gregory Bateson, Jay Haley et Donald deAvila Jackson, Vers une théorie de la schizophrénie, 1956
- avec Paul Watzlawick et Richard Fisch, Changements : Paradoxes & psychothérapie, 1974, trad. Seuil 1975
- avec Paul Watzlawick (dir.), Sur l'interaction, 1979
- avec Richard Fisch et Lynn Segal, Tactiques du changement. Thérapie et temps court, 1982, trad. Seuil 1986
- (en) avec Wendel Ray (dir.), Propagations: Thirty Years of Influence from the Mental Research Institute, Hawoth, New York, 1995